# Ghoul Panic
Ghoul Panic, conosciuto in Giappone come Oh! Bakyuuun (オー! バキューン?, Ō! Bakyūn, lett. "Oh! Spara"), è un videogioco arcade sparatutto con pistola ottica, sviluppato da Raizing (ora Eighting) e pubblicato da Namco nel 1999. Un port per PlayStation è stato pubblicato nel 2000. In questo gioco, i giocatori utilizzano le pistole ottiche per completare una serie di minigiochi, dove devono colpire bersagli sullo schermo. Ogni minigioco presenta un obiettivo da raggiungere prima che il tempo scada, come ad esempio eliminare un certo numero di nemici o proteggere piccoli gatti gialli dai proiettili. Ghoul Panic gira sull'hardware arcade Namco System 12.
Il gioco è stato creato dal direttore artistico Shinsuke Yamakawa, noto per i suoi lavori precedenti come Battle Garegga e 1944: The Loop Master, con effetti sonori realizzati da Manabu Namiki. Ghoul Panic tra forte ispirazione dalla serie Point Blank di Namco, enfatizzando il brivido e l'avventura. Yamakawa ricorda che il gioco era in fase di sviluppo durante un periodo di notevole crescita del personale di Raizing. La critica ha accolto positivamente Ghoul Panic per il suo gameplay, la grafica e le modalità multiplayer. Tuttavia, alcuni hanno criticato la mancanza di innovazioni nel gameplay tradizionale degli sparatutto con pistola ottica. Nonostante il titolo occidentale faccia riferimento ai gul, queste creature sono completamente assenti nel gioco.

## Trama
In cima a una collina di un paese si trova una casa stregata, dove chiunque entri viene trasformato in un gatto antropomorfo dalla strega Witchina, proprietaria della residenza. L'edificio è infestato da un esercito di fantasmi e mostri che proteggono la magione da eventuali intrusi. Due bambini, Kevin e Lisa, decidono di affrontare la strega per salvare gli abitanti del paese dai suoi malefici. Tuttavia, anche loro vengono trasformati in gatti e si uniscono per trovare e sconfiggere Witchina, sperando di riportare tutti alle loro sembianze umane.

## Personaggi
- Kevin (ケビン?, Kebin) e Lisa (リサ?, Risa): Protagonisti della storia, sono due bambini determinati a salvare gli abitanti del loro paese dalla potente strega Witchina e a riportarli alle loro sembianze. Armati di una pistola ottica, affrontano fantasmi e mostri lungo il loro cammino.
- Gatti gialli: Abitanti del paese trasformati in gatti antropomorfi da Witchina per aggiungerli alla propria collezione personale. Devono essere salvati dai fantasmi che li perseguitano o li tengono prigionieri.
- Fantasmi: Nella villa infestata si trovano ben 29 tipi di fantasmi, ognuno con abilità uniche; la maggior parte di essi si diverte a tormentare i gatti.
- Fantasmi bomba: Fantasmi caratterizzati da un volto a forma di teschio e una miccia esplosiva accesa sulla testa; il giocatore deve evitare di colpirli per non subire danni.
- Mummy (マミー?, Mamī): Boss che appare esclusivamente nelle modalità Arcade e Remix; ha l'aspetto di una mummia e attacca il giocatore lanciando pezzi di terra.
- Frankie (フランクン?, Furankun, Franken nell'edizione giapponese): Il primo boss e fratello della streghetta[N 1]; simile alla creatura di Frankenstein, ha la pelle azzurra (arancione se si gioca in modalità Avanzato) e può nascondere le sue reali dimensioni. Utilizza un pogo per saltare e lanciare robot contro il giocatore. Nella seconda fase della battaglia, si trasforma in una versione più grande e muscolosa di sé stesso, e lancia dei mattoni che cadranno dal soffitto.
- Vladie (ドラッキュー?, Dorakkyū, Draco nell'edizione giapponese): Il secondo boss e padre di Witchina[N 1]; un vampiro capace di volare e evocare pipistrelli contro il suo nemico. È anche in grado di trasformarsi a sua volta in un pipistrello per sfuggire ai proiettili e attacca lanciando palle di fuoco dalla bocca. Ha la pelle blu ed è vestito elegantemente in nero con un mantello rosso (mentre in modalità Avanzato ha la pelle gialla, è vestito di bianco e ha un mantello viola).
- Witchina (マジョンナ?, Majonna, Majonna nell'edizione giapponese): La strega antagonista e la responsabile dei malefici che hanno trasformato le persone in gatti. Utilizza uno scettro con tre cristalli colorati che le consente di volare e lanciare sfere di energia e spade. Ha i capelli biondi e indossa un abito rosa (in modalità Avanzato i capelli sono leggermente più scuri e i vestiti neri).
- Mama Mia (マダム・オカーン?, Madamu Okān, Madame O'Khan nell'edizione giapponese): Boss finale, è un drago ocra (viola in modalità Avanzato) che interviene in aiuto della figlia Witchina dopo la sua sconfitta: Mama mia si muove nella lava mentre attacca sputando fiamme e lanciando palle di fuoco.

## Modalità di gioco

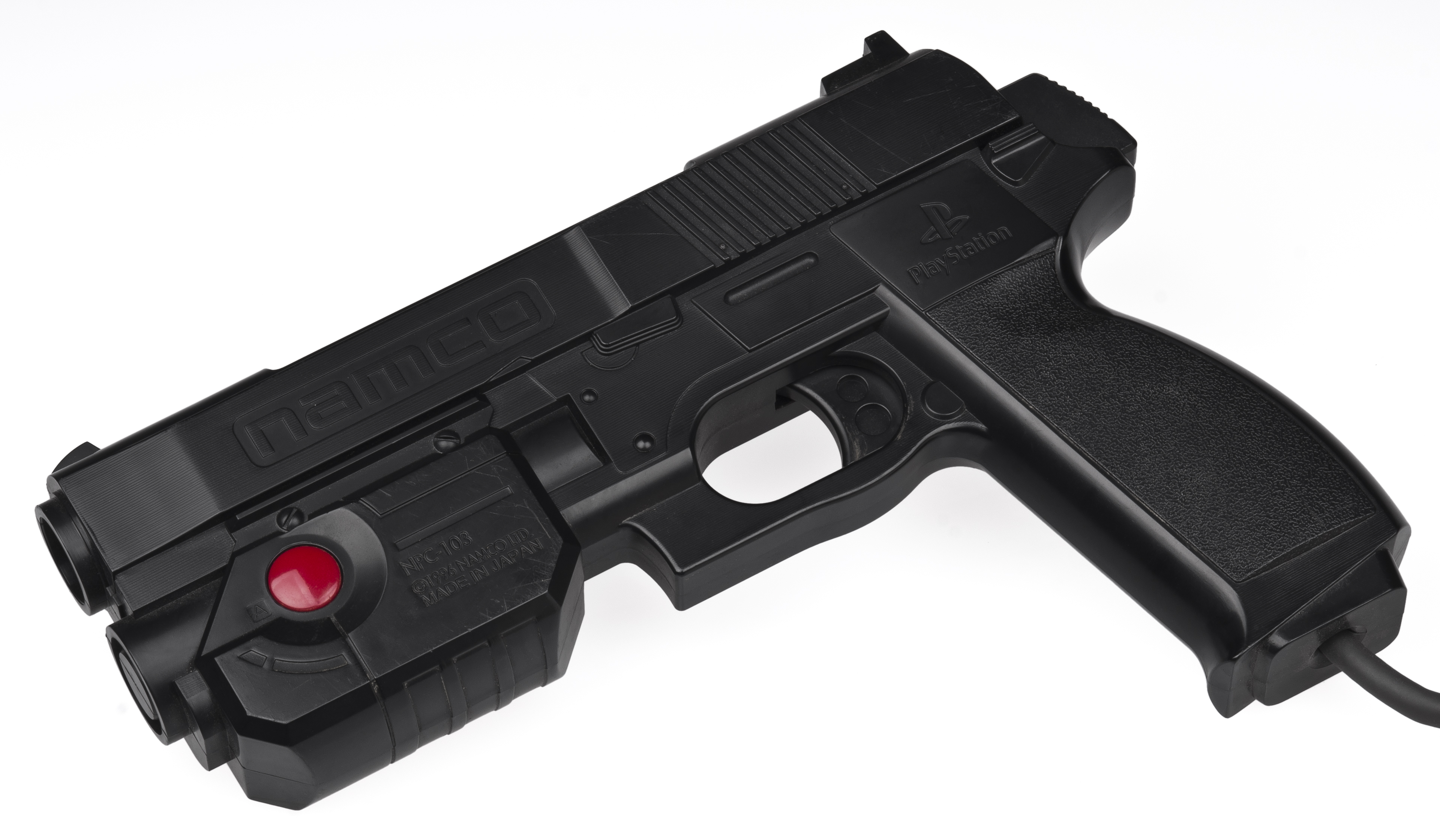
Una pistola ottica GunCon nera

Ghoul Panic è un videogioco sparatutto con pistola ottica, spesso paragonato alla serie Point Blank, poiché utilizza lo stesso hardware arcade, il Namco System 12. I giocatori impiegano pistole ottiche collegate al cabinato per affrontare una serie di minigiochi, mentre nella versione per PlayStation possono utilizzare le GunCon, il controller DualShock o il mouse ufficiale. Ogni minigioco presenta un obiettivo da raggiungere prima dello scadere del tempo, come colpire un certo numero di nemici o proteggere piccoli gatti gialli dai proiettili. Completare i minigiochi consente di avanzare, mentre la sconfitta comporta la perdita di una vita; perdere tutte le vite porta a un game over. Si perde una vita anche sparando ai gatti gialli o ai "fantasmi bomba". Il gioco è suddiviso in tre fasi, ognuna composta da otto minigiochi che diventano progressivamente più difficili. Alla fine di ogni fase, il giocatore deve affrontare un boss, tra cui Frankie, un mostro di Frankenstein che lancia proiettili; Vladie, un vampiro che scaglia pipistrelli mortali; Witchina, una strega che attacca con la sua scopa lanciando incantesimi; e Mama Mia, un enorme mostro simile a un drago che spara palle di fuoco.
Ghoul Panic offre diverse modalità di gioco. Nella modalità Arcade, i giocatori possono scegliere tra tre livelli di difficoltà (Allenamento, Normale e Avanzato), ognuno con percorsi distinti all'interno della casa stregata. Il primo percorso include 6 livelli e un boss finale, mentre gli altri due presentano un totale di 17 zone e 4 boss. Prima di ogni livello, vengono mostrati gli obiettivi da raggiungere, il tempo disponibile e i proiettili a disposizione, consentendo anche a due giocatori di sfidarsi simultaneamente per accumulare punti. La modalità Remix, sbloccabile dopo aver completato la modalità Avventura, offre una serie di livelli in ordine casuale, richiedendo ai giocatori di affrontare un boss ogni quattro livelli completati. In Avventura, i partecipanti esplorano la villa alla ricerca di oggetti necessari per sconfiggere Witchina; per passare al piano successivo è fondamentale trovare una chiave che sblocca il nuovo percorso. La posizione del personaggio è indicata su una mappa nell'anglo dello schermo e durante l'esplorazione si possono incontrare fantasmi che propongono sfide obbligatorie, casse con bonus come nuove vite o tempo extra, e mostri da affrontare.
La modalità Sopravvivenza sfida i giocatori a completare il maggior numero possibile di livelli senza commettere errori, come colpire bersagli proibiti o non rispettare le condizioni imposte; in caso contrario si perde una vita. Al termine della partita, viene mostrato un grafico a barre con i record di tiro e il punteggio totale. La modalità Party include tre opzioni: nel Combattimento libero, due giocatori partecipano a un torneo con regole variabili per accumulare più punti; nel Combattimento a gara, fino a otto giocatori competono per raggiungere un punteggio prestabilito, con la possibilità di scegliere la durata della gara; infine nel Combattimento a pannelli, si gioca a turno per conquistare pannelli che rivelano sfide speciali o sorprese. Infine, la modalità Allenamento è dedicata al miglioramento delle abilità nel tiro e nella precisione, permettendo ai giocatori di esplorare liberamente qualsiasi sezione del gioco.

## Sviluppo e pubblicazione
Ghoul Panic, intitolato Oh! Bakyuuun in Giappone, è stato lanciato nelle sale giochi nel luglio 1999 in Giappone e successivamente nello stesso anno in Nord America. Sviluppato da Raizing e pubblicato da Namco., il gioco è stato realizzato dal direttore artistico Shinsuke Yamakawa, noto per i suoi lavori precedenti come Battle Garegga e 1944: The Loop Master. Yamakawa ricorda che il gioco è stato sviluppato in un periodo di significativa espansione del personale di Raizing. Gli effetti sonori sono stati realizzati da Manabu Namiki. Ghoul Panic si ispira alla serie Point Blank di Namco, ponendo un forte accento sull'avventura e sul brivido. Una versione domestica per PlayStation è stata pubblicata in Giappone il 20 aprile 2000 e in Europa più tardi nello stesso anno. Questa versione, pubblicata da Sony Computer Entertainment, è compatibile con la periferica GunCon. Per promuovere il lancio, Namco ha organizzato un concorso online sul sito ufficiale del gioco, invitando i giocatori a inviare i loro punteggi più alti per vincere dei premi.

## Accoglienza
| Testata          | Versione | Giudizio |
| ---------------- | -------- | -------- |
| Consoles +       | PS       | 65%      |
| Gamers' Republic | PS       | B        |
| Famitsū          | PS       | 29/40    |
| Superjuegos      | PS       | 93/100   |

Ghoul Panic ha ricevuto una risposta per lo più contrastante da parte della critica. La mancanza di importanti innovazioni nella formula consolidata del genere sparatutto con pistola ottica è stata la principale fonte di critica, con Consoles + che ha affermato che il gioco non aggiunge molto rispetto a titoli come Time Crisis. Anche IGN, in un'anteprima per la versione PlayStation, ha espresso un parere simile, sottolineando che Ghoul Panic non introduce molte novità al concetto di sparatutto con pistola ottica. Inoltre, alcune delle modalità di gioco aggiuntive nel port per PlayStation sono state considerate mediocri; Famitsū ha commentato che la modalità RPG non era ben progettata, risultando affrettata e difficile da controllare. Al contrario, Gamers' Republic ha elogiato Ghoul Panic come uno dei migliori sparatutto con pistola ottica per PlayStation, concludendo che fosse "molto divertente".
I critici hanno concordato sul fatto che il gameplay di Ghoul Panic fosse divertente e ben realizzato, e molti lo hanno paragonato favorevolmente alla serie Point Blank di Namco. Sia Famitsū che IGN hanno notato che, sebbene non fosse raffinato come Point Blank, Ghoul Panic presentava un gameplay ben progettato ed era divertente da giocare. Inoltre, Famitsū ha paragonato il tema horror comico del gioco a Golly! Ghost!. Superjuegos ha affermato che l'accurata mira della GunCon e il suo valore di rigiocabilità rendono Ghoul Panic un eccellente gioco con pistola ottica per PlayStation, consigliando ai fan di Point Blank di provarlo. In una recensione retrospettiva del 2009, la rivista Retro Gamer ha confrontato Ghoul Panic con Point Blank e The House of the Dead, affermando che, pur non essendo raffinato come questi titoli, era un ottimo sparatutto con pistola ottica, caratterizzato da un gameplay divertente e level design unico. Anche le modalità multigiocatore hanno ricevuto elogi; Retro Gamer ha indicato il multigiocatore come uno dei punti di forza del gioco per il suo valore di rigiocabilità e per il fatto di essere ben progettato e divertente da giocare. Superjuegos ha condiviso questa opinione, applaudendo il multigiocatore per la sua natura coinvolgente e il suo alto valore di rigiocabilità. Secondo Gamesurf, Ghoul Panic è un gioco onesto, ma non eccezionale; non si tratta di un blockbuster e probabilmente Namco non aveva intenzione di creare il gioco del nuovo millennio. La grafica e l'audio sono considerati leggermente antiquati, ma il divertimento, specialmente in modalità multiplayer, rimane indiscusso.